# 佣金
金，又稱手續費、仲介費，是商業活動中勞務報酬的一種，一般而言是指提供給銷售員的報酬。佣金可以是薪酬的一部分，視乎銷售員是否達到銷售目標，從而計算佣金的金額。佣金亦可以指中間人在促成商業交易所收取的費用，例如房地產、股票市場和拍卖行的買賣。
佣金制度鼓勵中介人多勞多得，向高佣金的生意傾斜。

## 相關
- 在一些地方如香港，非法收受回扣是刑事罪行